# Zdzisław Lewandowski
Zdzisław Lewandowski (ur. 18 lutego 1929 w Lublinie, zm. 4 listopada 2011 w Lublinie) – polski matematyk, profesor nauk matematycznych.

## Życiorys
Absolwent Gimnazjum i Liceum dla Dorosłych Towarzystwa Uniwersytetu Robotniczego w Lublinie. Podczas nauki odbywał praktyki w zakładzie zegarmistrzowskim. Maturę zdał w czerwcu 1948. W 1952 na Wydziale Matematyczno-Przyrodniczym UMCS ukończył trzyletnie studia na kierunku matematyka. W 1954 ukończył studia II stopnia na Wydziale Matematyki, Fizyki i Chemii UJ. W 1960 na Wydziale Matematyki, Fizyki i Chemii UMCS uzyskał stopień doktora nauk matematycznych za pracę pt. "O identyczności pewnych klas funkcji jednolistnych". W 1963 na tymże wydziale uzyskał stopień doktora habilitowanego nauk matematycznych za pracę pt: "O majorantach modułowych i obszarowych funkcji holomorficznych (o zagadnieniu M. Biernackiego dotyczącym funkcji podporządkowanych zagadnieniu, odwrotnym i problemach pokrewnych). W 1971 uzyskał stopień profesora nadzwyczajnego, a w 1988 profesora zwyczajnego. 
W latach 1951–1999 pracował na UMCS. Do 1965 pracował na Wydziale Matematyczno-Przyrodniczym (przemianowanym później na Wydział Matematyki, Fizyki i Chemii). Od 1965 pracował na Wydziale Ekonomicznym UMCS, którego był współorganizatorem i jego pierwszym dziekanem w latach 1965-1968. Funkcję dziekana tegoż wydziału pełnił ponownie w 1982 oraz w latach 1984-1987, pełnił też funkcję prodziekana ds. nauki. Na Wydziale Ekonomicznym pełnił też funkcję kierownika Katedry Matematyki (przemianowanej później na Katedrę Zastosowań Matematyki), był też zastępcą dyrektora Instytutu Teorii Rozwoju Społeczno-Ekonomicznego. Prowadził też wykłady w Wyższej Szkole Inżynierskiej w Lublinie, Politechnice Lubelskiej i Dęblińskiej Szkole Orląt. Był członkiem Polskiego i Amerykańskiego Towarzystwa Matematycznego.
Pochowany na Cmentarzu Rzymskokatolickim przy ul. Unickiej w Lublinie (sekcja: XII, rząd: 1, grób: 5).

## Odznaczenia
- Krzyż Kawalerski Orderu Odrodzenia Polski
- Złoty Krzyż Zasługi
- Srebrna Odznaka "Zasłużony dla Lublina"
- Odznaka "Za zasługi dla Lubelszczyzny"